# Лилијан Гиш
Лилијан Гиш (енгл. Lillian Gish) је била америчка глумица, рођена 14. октобра 1893. године у Спрингфилду (Охајо), а преминула 27. фебруара 1993. године у Њујорку (САД). Њена филмска каријера трајала је 75 година, од 1912. до 1987. године.

## Детињство
Лилијан Гиш је рођена у Спрингфилду, Охајо, као прво дете глумице Мери Робинсон Меконел и Џејмс Ли Гиша. Лилијан је имала млађу сестру, Дороти, која је такође постала популарна филмска звезда.
Њена мајка је припадала шкотској епископалној цркви, док је њен отац водио порекло из лутеранизма. Прве генерације породице Гиш били су Данкард свештеници. Отац Лилијан Гиш је био алкохоличар и напустио је породицу; њена мајка је почела да се бави глумом како би их одгојила. Породица се затим преселила у Ист Сент Луис, Илиноис где су живели неколико година са Лилијановим ујаком и ујном, Хенри и Роуз Меконел. Њихова мајка отворила је Majestic Candy Kitchen, а девојчице су јој помагале тако што су продавале кокице и слаткише публици суседног позоришта. Лилијан и Дороти су ишле у школу Св. Хенри, где су учествовале у школским представама.
1910. године, девојчице су живеле са својом ујном Емили у Масилону, Охајо када им је јављено да је њихов отац, Џејмс, тешко болестан у Оклахоми. Тада 17-годишња Лилијан одлази у Шони, Оклахому где су живели брат њеног оца Алфред Грент Гиш и његова жена, Мауд, Њен отац, који је до тада већ боравио у болници за душевно оболеле у Норману, прешао је 56 километара у Шони како би се срео са њом. Она је остала са ујаком и ујном и завршила средњу школу Шони. Отац јој је умро у Норману 1912. године, али се она већ била вратила у Охајо пар месеци пре тога.
Када је позориште поред продавнице слаткиша изгорело, породица се сели у Њујорк, где девојке постају добре пријатељице са комшиницом, Гледис Смит. Гледис је била дете-глумица, те је сарађивала са Д.В. Грифитом, а касније је почела користити уметничко име Мери Пикфорд. Када су Лилијан и Дороти довољно одрасле, придружиле су се позоришту, често путујући са различитим продукцијама. Бавиле су се и манекенством, а Лилијан је позирала за уметника Виктор Морела у замену за часове гласа.
1912. године, њихова пријатељица Мери Пикфорд их упознаје са Грифитом и помаже им да добију уговоре са Биограф студијом. Лилијан ускоро постаје једна од највољенијих глумица у Америци, са 19 година, иако је режисерима рекла да има 16.

## Каријера
Упознавање са Дејвид В. Грифитом било је крајње необично. Он је запуцао на њих из лажног пиштоља - реквизита и затим их јурио по просторији. Њихова реакција импресионирала је Грифита који их је одмах запослио са платом од 5$ недељно. Лилијан и њена сестра су исте године дебитовале на филмском платну у филму Невиђени непријатељ. Наредних девет година и 40 филмова Грифит и Лилијан су радили на томе да легитимизују филм као облик уметности.
Лилијан је првобитно наступала у мелодрамама, често играјући улоге у којима је невинашце до сржи. Грифит је волео да сарађује са Лилијан јер је она, иако изгледом анђео, имала унутар себе далеко сложенија осећања. Како би боље разумела људе, Грифит је слао Лилијан да присуствује бокс мечевима и да посећује луднице. Како би подстакла емотивни и физички одговор у својој глуми, Лилијан је ишла на часове гласа, плеса и мачевања. Стога, када би се појавила пред камером, Лилијан је била мајстор за импровизовање ситних гестова. На пример, у филму Мускетари из свињећег сокачета (1912), она је гладила свој образ руком.
Лилијан Гиш је своје најпознатије и уметнички најзначајније филмове са Грифитом снимила после 1915. године. Рађање једне нације (1915) се сматра првим филмом модерне кинематографије. У филму Нетрпељивост (1916), Лилијан Гиш игра малу, али значајну улогу Мајке Ејџес, која потреса колевку човечанства. Улога која је потврдила као анђеоску скитнице била је улога Луси у филму Сломљени цветови (1919). У том филму, Лусина романтична веза са предузетником Азијатског порекла чини њеног оца бесним, те је он пребија насмрт. Једна од Лилијаниних глумачких сцена јесте сцена смрти, када се упорно преврће како би избегла очеве ударце. Још једна незаборавна сцена је у филму Пут на исток (1920). У том филму Лилијан Гиш, након што је пала, плута у леденој реци, са руком и косом која оставља траг у леденој води. Да би овај кадар био успешан, Лилијан је морала сатима током тронедељног периода да лежи у хладној води. С обзиром да је била свој сопствени каскадер, та сцена јој је оставила трајно оштећење нерва на два прста.
1920. године, Лилијан се опробала у нечему новом, режирала је свој први и једини филм, Преуређење супруга (1920). Главну улогу играла је њена сестра, Дороти Гиш, која је већ била својеврсна успешна глумица у комедијама. Њих двије су заједно написале сценарио. Лилијан је монтирала филм, што је научила од Грифита. Научила је и како да постави осветлење и како да изабере костиме. Грифит и Лилијан су заједно сарађивали. Он јој је дозвољавао да режира пробне снимке уместо њега. Лилијан је чак и надгледала изградњу његовог новог студија. Она је стварно била одана Грифиту, пратила га је из студија Биографи до Мјутуал (који је касније постао Парамаунт). Међутим, њих двоје су последњи филм снимили 1921. године, Сирочад олује. Било је спекулација да су се њих двоје разишли због Грифитове љубоморе, јер је Лилијан добијала више заслуга због успеха његових филмова. Лилијан је тврдила да су се свађали због новца.

## Приватни живот и смрт
Лилијан Гиш се никада није удавала нити је имала деце. Њена повезаност са Дејвидом В. Грифитом је била тако изражена да су многи сумњали на романтичну везу, што она никада није потврдила, иако је неколико њених сарадника било уверени да су њих двоје бар накратко били у вези. Током читавог свог живота, она га је ословљава са "г. Грифит". Била је у вези са продуцентом Чарлс Дуелом, критичарем драма и уредником Џорџ Џин Нејтаном.
Умрла је од затајења срца 27. фебруара 1993. године, у 99. години живота. 8 месеци је делило од тога да напуни сто година. Њен пепео је постављен поред њене сестре Дороти у епископалној цркви Св. Бартоломеј у Њујорку.

## Филмографија
| Улоге  |                       |               |                                       |          |
| Година | Српски назив          | Изворни назив | Улога                                 | Напомена |
| 1912.  |                       |               | Сестра                                |          |
| 1912.  |                       |               | Особа у публици позоришта             |          |
| 1912.  |                       |               | Пријатељица                           |          |
| 1912.  |                       |               | Млада кћерка                          |          |
| 1912.  |                       |               | -                                     |          |
| 1912.  |                       |               | Бела на фестивалу сладоледа           |          |
| 1912.  |                       |               | Мала дама                             |          |
| 1912.  |                       |               | Млада жена                            |          |
| 1912.  |                       |               | -                                     |          |
| 1912.  |                       |               | Неодређена секундарна улога           |          |
| 1912.  |                       |               | У позоришту                           |          |
| 1912.  |                       |               | Муштерија у продавници / Испред цркве |          |
| 1912.  |                       |               | Рођендански добронамјерник            |          |
| 1912.  |                       |               | Спремачица                            |          |
| 1913.  |                       |               | У првој публици                       |          |
| 1913.  |                       |               | На аукцији                            |          |
| 1913.  |                       |               | Кћерка                                |          |
| 1913.  |                       |               | Кћерка старог војника                 |          |
| 1913.  |                       |               | Прва сестра                           |          |
| 1913.  |                       |               | Медицинска сестра                     |          |
| 1913.  |                       |               | Срце                                  |          |
| 1913.  |                       |               | Фармерова кћерка                      |          |
| 1913.  |                       |               | Млада супруга                         |          |
| 1913.  |                       |               | Ранчерова кћерка                      |          |
| 1913.  |                       |               | Ранчерова кћерка                      |          |
| 1913.  |                       |               | Верда                                 |          |
| 1913.  |                       |               | Супруга                               |          |
| 1913.  |                       |               | Фредова жена                          |          |
| 1913.  |                       |               | Мајка                                 |          |
| 1913.  |                       |               | Мелиса Харлоу                         |          |
| 1913.  |                       |               | Кћерка мајстора за тепихе             |          |
| 1914.  |                       |               | Девојка са марамом                    |          |
| 1914.  |                       |               | Мери Милер                            |          |
| 1914.  |                       |               | Млада мајка                           |          |
| 1914.  |                       |               | Џејн Ендрјус                          |          |
| 1914.  |                       |               | Сироче                                |          |
| 1914.  |                       |               | -                                     |          |
| 1914.  |                       |               | Пејнова душа                          |          |
| 1914.  |                       |               | Кити Бел                              |          |
| 1914.  |                       |               | Еленор Батерворт                      |          |
| 1914.  |                       |               | Нети - Анђео                          |          |
| 1914.  |                       |               | Грејс Лисл                            |          |
| 1914.  |                       |               | Анита                                 |          |
| 1914.  |                       |               | Ен                                    |          |
| 1914.  |                       |               | Меј                                   |          |
| 1915.  | Рађање једне нације   |               | Елзи                                  |          |
| 1915.  |                       |               | Досиа Дејл                            |          |
| 1915.  |                       |               | Ени Ли                                |          |
| 1915.  |                       |               | Беатрис                               |          |
| 1915.  |                       |               | Мери Рандолф                          |          |
| 1916.  |                       |               | -                                     |          |
| 1916.  |                       |               | Дафни ла Тур                          |          |
| 1916.  |                       |               | Марфа                                 |          |
| 1916.  |                       |               | Дороти Ралеи                          |          |
| 1916.  | Нетрпељивост          |               | Жена што љуља креветац                |          |
| 1916.  |                       |               | Дајан                                 |          |
| 1916.  |                       |               | Милисент                              |          |
| 1916.  |                       |               | Евелин Дер                            |          |
| 1917.  |                       |               | Лилијан Вејл                          |          |
| 1918.  |                       |               | Сузи Бродплејнс                       |          |
| 1918.  |                       |               | Џенет Перет                           |          |
| 1919.  |                       |               | Џени Тимберлејк                       |          |
| 1919.  |                       |               | Луси Буроус                           |          |
| 1919.  |                       |               | Сузи искреног срца                    |          |
| 1919.  |                       |               | Нели Џервис                           |          |
| 1920.  |                       |               | Ана Мур                               |          |
| 1921.  |                       |               | Хенријета Џирард                      |          |
| 1923.  |                       |               | Ангела Чиаромонт                      |          |
| 1924.  |                       |               | Ромола                                |          |
| 1926.  |                       |               | Мими                                  |          |
| 1926.  |                       |               | Хестер Прин                           |          |
| 1927.  |                       |               | Ени Лори                              |          |
| 1927.  |                       |               | Паули Арндт                           |          |
| 1928.  |                       |               | Лети                                  |          |
| 1930.  |                       |               | Принцеза Александра                   |          |
| 1933.  |                       |               | Алиса                                 |          |
| 1942.  |                       |               | Г. Бергесен                           |          |
| 1943.  |                       |               | Бет Ворен                             |          |
| 1946.  |                       |               | Госпођица Сузи Слагл                  |          |
| 1946.  |                       |               | Лаура Бел                             |          |
| 1948.  |                       |               | Мајка Мери милосрдна                  |          |
| 1953.  |                       |               | Кери Вотс                             |          |
| 1953.  |                       |               | Г. Миџет                              |          |
| 1955.  |                       |               | Викторија Инч                         |          |
| 1955.  | Ноћ ловца             |               | Рејчел Купер                          |          |
| 1958.  |                       |               | Г. Самерс                             |          |
| 1960.  |                       |               | Матилда Захари                        |          |
| 1966.  |                       |               | Хети Сајберт                          |          |
| 1967.  |                       |               | Алис Виловс                           |          |
| 1967.  |                       |               | Г. Смит                               |          |
| 1969.  | Арсеник и старе чипке |               | Марта Брустер                         |          |
| 1976.  |                       |               | Били Џо Хескинс                       |          |
| 1978.  |                       |               | Удовица                               |          |
| 1978.  |                       |               | Нети Слон                             |          |
| 1981.  |                       |               | Бака                                  |          |
| 1983.  |                       |               | Госпођица Моли Винкл                  |          |
| 1984.  |                       |               | Хили Редклиф                          |          |
| 1985.  |                       |               | Г. Лофтус                             |          |
| 1986.  |                       |               | Сеселија Бурџис                       |          |
| 1987.  | Августовски китови    |               | Сара Вебер                            |          |